# Consiglio comunale di Los Angeles
Il Consiglio comunale di Los Angeles (in inglese: Los Angeles City Council)  è l'ente governativo della città di Los Angeles.
Il Consiglio è composto da 15 membri, ognuno eletto per 4 anni e proveniente da uno dei distretti cittadini. Il presidente e il presidente pro tempore sono scelti direttamente dal Consiglio alla prima riunione. Al 2015, i suoi membri percepivano un salario annuale di $184,610, tra i più alti degli Stati Uniti.
Le riunioni del Consiglio si tengono nel municipio di Los Angeles di martedì, mercoledì e venerdì alle 10 di mattina, eccetto durante le festività o quando deciso dopo una delibera straordinaria.

## Composizione attuale
| Distretto | Distretto | Membro del Consiglio | Membro del Consiglio | Membro del Consiglio                                         |
| --------- | --------- | -------------------- | -------------------- | ------------------------------------------------------------ |
| 1         |           |                      |                      | Eunisses Hernandez (dal 2022)                                |
| 2         |           |                      |                      | Presidente Paul Krekorian (dal 2010)                         |
| 3         |           |                      |                      | Assistente Presidente pro tempore Bob Blumenfield (dal 2013) |
| 4         |           |                      |                      | Nithya Raman (dal 2020)                                      |
| 5         |           |                      |                      | Katy Young Yaroslavsky (dal 2022)                            |
| 6         |           |                      |                      | Imelda Padilla (dal 2023)                                    |
| 7         |           |                      |                      | Monica Rodriguez (dal 2017)                                  |
| 8         |           |                      |                      | Presidente pro tempore Marqueece Harris-Dawson (dal 2015)    |
| 9         |           |                      |                      | Curren Price (dal 2013)                                      |
| 10        |           |                      |                      | Heater Hutt (dal 2022)                                       |
| 11        |           |                      |                      | Traci Park (dal 2022)                                        |
| 12        |           |                      |                      | John Lee (dal 2019)                                          |
| 13        |           |                      |                      | Hugo Soto-Martinez (dal 2022)                                |
| 14        |           |                      |                      | Kevin de León (dal 2020)                                     |
| 15        |           |                      |                      | Tim McOsker (dal 2022)                                       |

## Presidenti
| Presidente del Consiglio (dal 1889) | Presidente del Consiglio (dal 1889) | Presidente del Consiglio (dal 1889) | Mandato          | Mandato          |
| Presidente del Consiglio (dal 1889) | Presidente del Consiglio (dal 1889) | Presidente del Consiglio (dal 1889) | Inizio           | Fine             |
| ----------------------------------- | ----------------------------------- | ----------------------------------- | ---------------- | ---------------- |
|                                     |                                     | Jacob Frankenfield                  | 25 febbraio 1889 | 5 dicembre 1890  |
|                                     |                                     | W. H. Bonsall (1846-1905)           | 5 dicembre 1890  | 12 dicembre 1892 |
|                                     |                                     | Freeman G. Teed (-1916)             | 12 dicembre 1892 | 12 dicembre 1894 |
| 12 dicembre 1894                    | 16 dicembre 1896                    | Freeman G. Teed (-1916)             |                  |                  |
|                                     |                                     | Herman Silver (1831-1913)           | 16 dicembre 1896 | 15 dicembre 1898 |
| 15 dicembre 1898                    | 12 dicembre 1900                    | Herman Silver (1831-1913)           |                  |                  |
|                                     |                                     | Pomeroy Wills Powers (1852-1916)    | 12 dicembre 1900 | 5 dicembre 1902  |
|                                     |                                     | William Miller Bowen (1862-1937)    | 5 dicembre 1902  | 8 dicembre 1904  |
|                                     |                                     | Theodore Summerland (1853-1919)     | 8 dicembre 1904  | 13 dicembre 1906 |
|                                     |                                     | Niles Pease (1838-1921)             | 13 dicembre 1906 | 10 dicembre 1909 |
|                                     |                                     | John Downey Works (1847-1928)       | 10 dicembre 1909 | 22 marzo 1910    |
|                                     |                                     | Robert Martin Lusk (1851-1913)      | 22 marzo 1910    | 13 dicembre 1911 |
|                                     |                                     | George Williams                     | 26 novembre 1912 | 1º luglio 1913   |
|                                     |                                     | Frederick J. Whiffen                | 1º luglio 1913   | 1º luglio 1915   |
|                                     |                                     | Martin F. Betkouski (-1942)         | 1º luglio 1915   | 1º luglio 1917   |
|                                     |                                     | James Simpson Conwell (1859-1917)   | 1º luglio 1917   | 15 dicembre 1917 |
|                                     |                                     | Bert L. Farmer                      | 3 gennaio 1918   | 7 luglio 1919    |
|                                     |                                     | Boyle Workman (1868-1942)           | 7 luglio 1919    | 5 luglio 1921    |
|                                     |                                     | Ralph Luther Criswell (1861-1947)   | 5 luglio 1921    | 1º luglio 1923   |
|                                     |                                     | Boyle Workman (1868-1942)           | 1º luglio 1923   | 30 giugno 1925   |
| 1º luglio 1925                      | 30 giugno 1927                      | Boyle Workman (1868-1942)           |                  |                  |
|                                     |                                     | William G. Bonelli (1895-1970)      | 1º luglio 1927   | 30 giugno 1929   |
|                                     |                                     | Winfred J. Sanborn (1869-1947)      | 1º luglio 1929   | 30 giugno 1931   |
|                                     |                                     | Charles Randall (1865-1951)         | 1º luglio 1931   | 30 giugno 1933   |
|                                     |                                     | Howard W. Davis (1885-1959)         | 1º luglio 1933   | 30 giugno 1935   |
|                                     |                                     | Robert L. Burns (1876-1955)         | 1º luglio 1935   | 30 giugno 1937   |
| 1º luglio 1937                      | 30 giugno 1939                      | Robert L. Burns (1876-1955)         |                  |                  |
| 1º luglio 1939                      | 30 giugno 1941                      | Robert L. Burns (1876-1955)         |                  |                  |
|                                     |                                     | G. Vernon Bennett (1880-1968)       | 1º luglio 1941   | 30 giugno 1943   |
|                                     |                                     | Robert L. Burns (1876-1955)         | 1º luglio 1943   | 30 giugno 1945   |
|                                     |                                     | George H. Moore (1871-1958)         | 1º luglio 1945   | 30 giugno 1947   |
|                                     |                                     | Harold A. Henry (1895-1966)         | 1º luglio 1947   | 30 giugno 1949   |
| 1º luglio 1949                      | 30 giugno 1951                      | Harold A. Henry (1895-1966)         |                  |                  |
| 1º luglio 1951                      | 30 giugno 1953                      | Harold A. Henry (1895-1966)         |                  |                  |
| 1º luglio 1953                      | 30 giugno 1955                      | Harold A. Henry (1895-1966)         |                  |                  |
|                                     |                                     | John S. Gibson Jr. (1902-1987)      | 1º luglio 1955   | 30 giugno 1957   |
| 1º luglio 1957                      | 30 giugno 1959                      | John S. Gibson Jr. (1902-1987)      |                  |                  |
| 1º luglio 1959                      | 30 giugno 1961                      | John S. Gibson Jr. (1902-1987)      |                  |                  |
|                                     |                                     | Harold A. Henry (1895-1966)         | 1º luglio 1961   | 30 giugno 1963   |
|                                     |                                     | L. E. Timberlake (1896-1973)        | 1º luglio 1963   | 30 giugno 1965   |
| 1º luglio 1965                      | 30 giugno 1967                      | L. E. Timberlake (1896-1973)        |                  |                  |
| 1º luglio 1967                      | 30 giugno 1969                      | L. E. Timberlake (1896-1973)        |                  |                  |
|                                     |                                     | John S. Gibson Jr. (1902-1987)      | 1º luglio 1969   | 30 giugno 1971   |
| 1º luglio 1971                      | 30 giugno 1973                      | John S. Gibson Jr. (1902-1987)      |                  |                  |
| 1º luglio 1973                      | 30 giugno 1975                      | John S. Gibson Jr. (1902-1987)      |                  |                  |
| 1º luglio 1975                      | 30 giugno 1977                      | John S. Gibson Jr. (1902-1987)      |                  |                  |
|                                     |                                     | John Ferraro (1924-2001)            | 1º luglio 1977   | 30 giugno 1979   |
| 1º luglio 1979                      | 30 giugno 1981                      | John Ferraro (1924-2001)            |                  |                  |
|                                     |                                     | Joel Wachs (1939)                   | 1º luglio 1981   | 30 giugno 1983   |
|                                     |                                     | Pat Russell (1923-2021)             | 1º luglio 1983   | 30 giugno 1985   |
| 1º luglio 1985                      | 30 giugno 1987                      | Pat Russell (1923-2021)             |                  |                  |
|                                     |                                     | John Ferraro (1924-2001)            | 1º luglio 1987   | 30 giugno 1989   |
| 1º luglio 1989                      | 30 giugno 1991                      | John Ferraro (1924-2001)            |                  |                  |
| 1º luglio 1991                      | 30 giugno 1993                      | John Ferraro (1924-2001)            |                  |                  |
| 1º luglio 1993                      | 30 giugno 1995                      | John Ferraro (1924-2001)            |                  |                  |
| 1º luglio 1995                      | 30 giugno 1997                      | John Ferraro (1924-2001)            |                  |                  |
| 1º luglio 1997                      | 30 giugno 1999                      | John Ferraro (1924-2001)            |                  |                  |
|                                     |                                     | Ruth Galanter (1941)                | 1º luglio 1999   | 4 luglio 2001    |
|                                     |                                     | Alex Padilla (1973)                 | 4 luglio 2001    | 1º gennaio 2006  |
|                                     |                                     | Eric Garcetti (1971)                | 1º gennaio 2006  | 12 gennaio 2012  |
|                                     |                                     | Herb Wesson (1951)                  | 12 gennaio 2012  | 5 gennaio 2020   |
|                                     |                                     | Nury Martinez (1973)                | 5 gennaio 2020   | 10 ottobre 2022  |
|                                     |                                     | Mitch O'Farrell (1973)              | 10 ottobre 2022  | 18 ottobre 2022  |
|                                     |                                     | Paul Krekorian (1960)               | 18 ottobre 2022  | in carica        |